# Wnukowe
Wnukowe (ukr. Внукове, ros. Внуково, Wnukowo) – wieś na Ukrainie, w Autonomicznej Republice Krymu (de iure stanowiącej integralną część państwa ukraińskiego, w 2014 anektowanej przez Rosję i odtąd funkcjonującej jako Republika Krymu), w rejonie czornomorskim. W 2001 liczyła 448 mieszkańców, wśród których 58 wskazało jako ojczysty język ukraiński, 328 rosyjski, 55 krymskotatarski, 1 białoruski, a 6 inny. Według spisu ludności przeprowadzonego przez okupacyjne władze rosyjskie populacja wsi w 2014 wynosiła 439 osób.